# تيم هوران (لاعب دوري الرغبي)
تيم هوران (بالإنجليزية: Tim Horan)‏ هو لاعب دوري الرغبي أسترالي، ولد في 30 نوفمبر 1973 في أستراليا.